# Huang Jie
Huang Jie (xinès tradicional: 黃捷)  (comtat de Kaohsiung, 19 de gener de 1993) és una política taiwanesa del Partit Progressista Democràtic (PPD).
Antiga membre del Partit del Nou Poder (PNP), el 2018 va ser escollida regidora de l'ajuntament de Kaohsiung, en representació del districte de Fongshan, i va fer-se coneguda per l'oposició bel·ligerant envers el batlle. A les eleccions legislatives taiwaneses de 2024, va ser escollida al Yuan Legislatiu com a candidata del PPD. D'aquesta manera, va esdevenir la primera membre obertament LGBT de la cambra.

## Biografia

### Estudis
Huang va graduar-se a la Universitat Nacional de Taiwan en Salut pública i Sociologia. Després, va ser admesa al programa de postgrau a l'Institut de Salut Ambiental de la Universitat Nacional de Taiwan, però va deixar el curs per a treballar de periodista i, més tard, d'assistent legislativa del Partit del Nou Poder. Va reprendre les classes de postgrau, però va demanar una segona excedència quan va decidir candidatar-se per a les eleccions municipals de 2018.

### Ajuntament de Kaohsiung

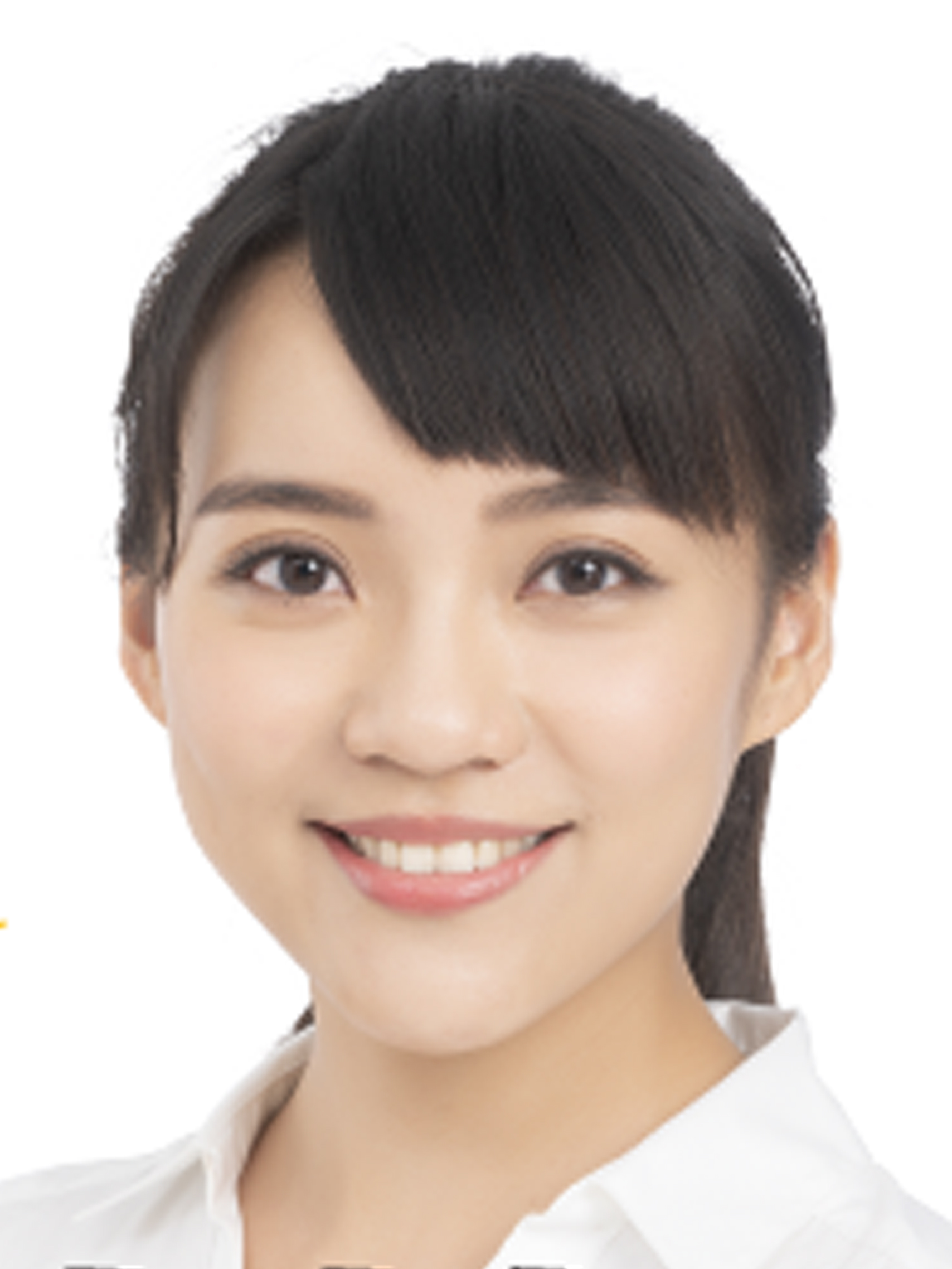
Huang el 2018

Huang és coneguda per les dures crítiques contra el pla de l'alcalde Han Kuo-yu, del partit conservador Guomindang, d'establir una zona de lliure comerç a Kaohsiung. L'any 2020 va ser una de les promotores del referèndum de revocació de Han, que va terminar amb la sortida de l'alcalde el 6 de juny. Com a represàlia per provocar el cessament de Han, el Guomindang va promoure un referèndum de revocació contra Huang, sense èxit.
Huang, que havia deixat el PNP a finals d'agost de 2020, va presentar-se a la reelecció el 2022, com a candidata independent, i va renovar l'escó de regidora amb el major nombre de vots de la ciutat.

### Yuan legislatiu
L'agost de 2023, Huang Jie es va unir al Partit Progressista Democràtic. Va ser-ne la candidata per al Yuan Legislatiu, en representació de la 6a circumscripció electoral de la ciutat de Kaohsiung, en les eleccions legislatives taiwaneses de 2024 del 13 de gener. Va obtenir-hi 113.670 vots (51,01%), superant Chen Mei-ya (del Guomindang) i Kuo Pei-hung (d'Aliança Formosa). Huang s'havia convertit en la primera candidata obertament lesbiana en la història de les eleccions legislatives a Taiwan i, quan va prendre possessió de l'escó amb 31 anys, era la representant més jove de la cambra.

## Reconeixements
El 2 d'octubre de 2024, Huang va ser inclosa en la llista de líders emergents 100 Next de la revista Time, per la defensa apassionada dels drets humans, dels béns públics i de les minories. El desembre de 2024, Huang Jie va ser inclosa a la llista internacional 100 Women de la BBC, que recull les dones més inspiradores de l'any.